# Ikoga
Ikoga is een dorp in het district North-West in Botswana. De plaats telt 673 inwoners (2011).